# Butterfass von Gilltown

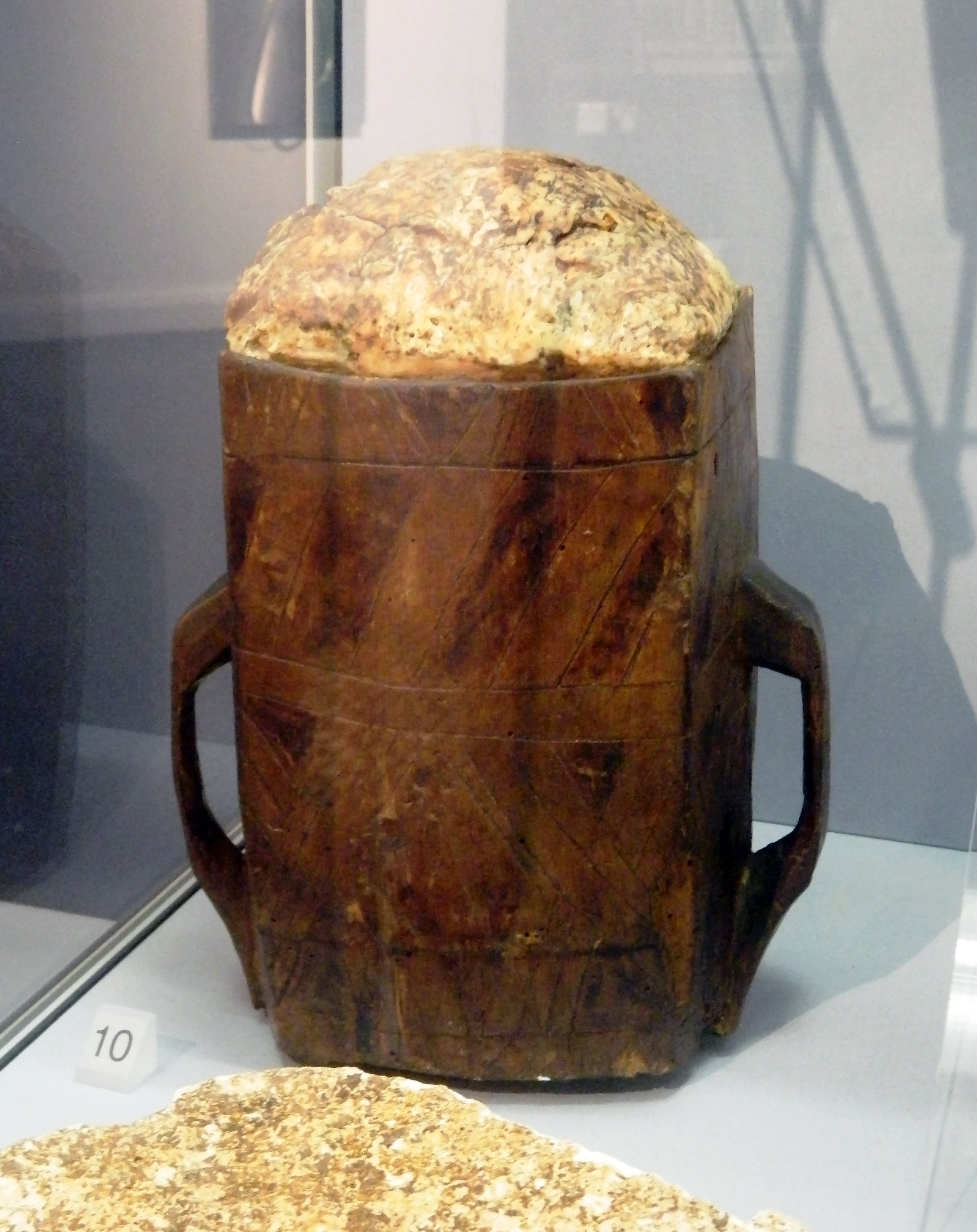
Ein Behälter mit Moorbutter aus dem 15./16. Jahrhundert v. Chr. – Ulster Museum

Das Butterfass von Gilltown ist ein etwa 3000 Jahre altes Depot mit Moorbutter (englisch Bog butter) das 2009 bei Gilltown (irisch Inse Brisleáin) im County Kildare in Irland gefunden wurde.
In dem etwa einen Meter langen, 35 kg wiegenden Eichenfass, das in einem Stück aus einem Baumstamm geschnitzt wurde, fanden Archäologen 3000 Jahre alte Butter. Das Moor bei Gilltown hat sie über Jahrtausende konserviert, sogar der Deckel sitzt noch auf. Die Butter hat sich mittlerweile mit Wasser und Salzen in eine weiße, seifenartige Substanz verwandelt. Sie ähnelt dem Leichenwachs, das entsteht, wenn Tiere oder Menschen im Moor versinken und sich ihr Fettgewebe unter Luftabschluss zersetzt.
In Mooren tauchen immer wieder Butterbehälter auf, die meist allerdings wesentlich kleiner und stärker beschädigt waren als das Exemplar aus Gilltown. Der Fund stammt aus der frühen Eisenzeit Irlands und dürfte eine intentionelle Entäußerung (Opfer) der Umwohner sein.
Ein ähnlich großes Butterfass wurde 2011 im Ballard bog, nahe Tullamore im County Offaly gefunden. Wissenschaftler haben die Moorbutter  untersucht und festgestellt, dass einige auf der Basis von Milchprodukten und andere auf Fleischbasis hergestellt wurden.